# Abdi (Ciad)
Abdi   è un comune del Ciad situata nel dipartimento di Abdi, provincia del Sila.